# 聖安德烈斯-德庫特爾沃區
6°14′11″S 78°42′40″W / 6.23639°S 78.71111°W
聖安德烈斯-德庫特爾沃區（西班牙語：Distrito de San Andrés de Cutervo）是秘魯的一個區，位於該國北部卡哈馬卡大區的庫特爾沃省，始建於1961年10月6日，面積133.4平方公里，海拔高度2,050米，2005年人口5,904，人口密度每平方公里44人。